# Sociedad Japonesa de Derechos de Autores, Compositores y Editores

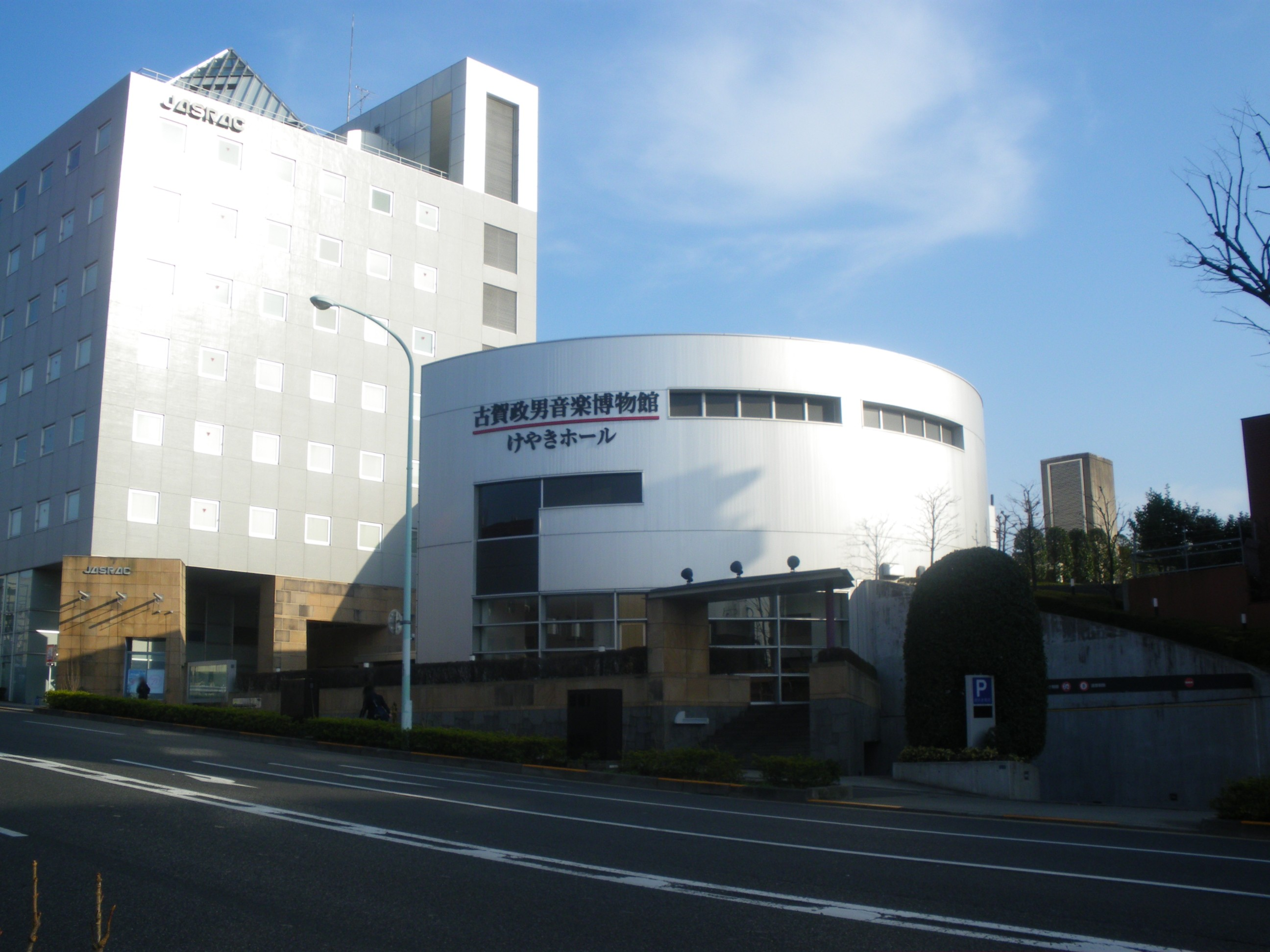
Edificio de JASRAC (izquierda) y el museo del compositor Masao Koga (derecha)

La Sociedad Japonesa de Derechos de Autores, Compositores y Editores (社団法人日本音楽著作権協会 Shadanhōjin Nihon Ongaku Chosakuken Kyōkai?) es una entidad dedicada a la gestión de derechos de autor de sus socios. También es conocida por su nombre en inglés Japanese Society for Rights of Authors, Composers and Publishers y por su acrónimo JASRAC (ジャスラック Jasurakku?). Fue fundada en 1939 como una organización sin fines de lucro y es la mayor sociedad de administración de derechos de autor en Japón. Es análoga de la gestora de derechos española SGAE y de la inglesa ASCAP. 
En 2006, JASRAC tomó acciones legales al requerir la eliminación de YouTube de 30 000 videos con videoclips y canciones que violaban derechos de autor de sus socios Sony Music Entertainment Japan, Avex Japan, Pony Canyon, JVC Victor, Warner Japan, Toy's Factory, y Universal Japan.
En abril de 2008, funcionarios de la Comisión del Comercio Justo (FTC) allanaron la sede de Tokio de la sociedad bajo sospecha de haber violado la ley antimonopolio. En febrero de 2009, la FTC dictaminó que el sistema impide que otras empresas entren en el negocio de recopilación y gestión de derechos de autor.
En febrero de 2009, la FTC (Comisión de comercio justo) dio una orden de cese exigiendo que la sociedad acabara con sus tarifas excesivas.
En este nuevo sistema, cadenas de televisión y de radio tienen un uso ilimitado de derechos de autor de música administrados por la JASRAC por una tarifa plana del 1,5% de sus ingresos anuales.
JASRAC y el Ministerio de Educación de Japón tienen relaciones entre sí, y algunas veces burócratas de la JASRAC acaban trabajando para el Ministerio de Educación, estrategia conocida en Japón como amakudari, esta práctica está considerada como una forma de corrupción por parte de la sociedad japonesa. 